# Islands (álbum de The Band)
Islands es el octavo álbum de estudio de la banda norteamericana de rock The Band. Publicado por Capitol Records en marzo de 1977, supone el último trabajo de estudio de la formación clásica del grupo, integrada por Robbie Robertson, Rick Danko, Levon Helm, Richard Manuel y Garth Hudson. Seis años más tarde, los integrantes del grupo a excepción de Robertson reformaron The Band y volvieron a salir con frecuencia de gira en la década de 1990 y a grabar nuevos trabajos como Jericho (1993), High on the Hog (1996) y Jubilation (1998), hasta la muerte de Danko en 1999 y la disolución definitiva del grupo.
La publicación de Islands, que incluyó canciones descartadas y nuevos temas grabados entre 1972 y 1977, tuvo lugar apenas cuatro meses después de ofrecer su último concierto en San Francisco, filmado por el cineasta Martin Scorsese y publicado un año más tarde en el documental The Last Waltz. A pesar de estar disuelto de facto, el grupo volvió a juntarse en un estudio para grabar nuevas canciones con el fin de sacar un último disco y finiquitar su contrato discográfico con Capitol.
Tras su publicación, el álbum recibió críticas dispares de la prensa musical. Según escribió William Ruhlman en Allmusic: «La música, como siempre, era impecable, y el disco tiene sus momentos, especialmente la voz de Manuel en "Georgia On My Mind" [...], pero la calidad de las composiciones era mediocre, y The Band había establecido un clásico sobre sí mismos en ese departamento con el que Islands no podía evitar sufrir en comparación». Desde el punto de vista comercial, el álbum obtuvo unos resultados muy pobres y solo llegó al puesto 64 en la lista Billboard 200, la peor posición para un lanzamiento del grupo.
En 2001, Capitol remasterizó y reeditó el álbum junto a parte del catálogo musical de The Band con la supervisión de Robertson.

## Trasfondo
Después de publicar Northern Lights - Southern Cross, The Band ofreció su primera gira en solitario, sin el respaldo de Bob Dylan, en cuatro años, durante la primavera y el verano de 1976. Sin embargo, el grupo se vio obligado a cancelar varios conciertos debido a un accidente de navegación que sufrió Richard Manuel y en el que se fracturó varias vértebras del cuello. 
Según relató Levon Helm en This Wheel's on Fire, Robbie Robertson se volvió obsesivo sobre la posibilidad de sufrir algún percance durante la gira y decidió unilateralmente que el grupo dejase de ofrecer conciertos y centrase su actividad en el estudio de grabación, de forma similar a lo que hicieron The Beatles a partir de 1966. Sin embargo, el resto de sus compañeros no respaldaron su decisión, y en particular sufrió enfrentamientos verbales con Helm en sucesivas reuniones donde plantearon la idea de ofrecer un concierto de despedida. Según Helm: 

«En algún momento en septiembre [de 1976] supimos que Robertson y nuestro mánager querían dejarlo todo. [...] El único problema es que yo no quería formar parte de eso. No quería romper The Band. Y se lo dije a Robbie en octubre de 1976 en la oficina de nuestro abogado. [...] Él me dijo que estaba harto de todo. Que quería grabar y hacer música con nosotros, pero que no quería salir de gira. [...] Yo le pregunté: "¿Qué pasa si el resto de The Band quiere salir de gira?". Robbie se lo pensó un minuto y se le ensombreció la cara. "Nosotros podríamos pararlo", dijo. Por "nosotros" se refería a las grandes empresas que se habían hecho cargo del negocio».

A pesar de las discrepancias, el concierto de despedida tuvo lugar finalmente el Día de Acción de Gracias de 1976 en el Winterland Ballroom de San Francisco, y contó con la presencia de una larga lista de músicos invitados y relacionados con la carrera profesional del grupo, como Ronnie Hawkins, Bob Dylan, Van Morrison, Neil Young y Eric Clapton, entre otros. La propia filmación del concierto, que corrió a cargo del cineasta Martin Scorsese, fue una fuente de conflictos entre Robertson y Helm, quien a pesar de las críticas positivas del mundo cinematográfico, calificó el largometraje como «la mayor puta estafa que sufrió The Band» por centrar el liderazgo del grupo sobre Robertson.
Además, el grupo firmó un contrato discográfico con Warner Bros. Records para distribuir la banda sonora de The Last Waltz, debido a una insatisfacción general con Capitol Records y al adelanto de dinero que el grupo recibió de manos de Mo Ostin para financiar The Last Waltz. Sin embargo, el contrato firmado con Capitol a finales de la década de 1960 estipulaba un total de diez discos que el grupo debía grabar con la compañía. Debido a ello, la firma del contrato con Warner Bros, y con ello la publicación de The Last Waltz se aplazó hasta que el grupo cumplió sus obligaciones contractuales con Capitol. Fruto de esta decisión se publicó Islands.

## Grabación
El autor Rob Bowman definió Islands en las notas que acompañaron la reedición del álbum en 2001 como una colección de rarezas en lugar de un verdadero disco de estudio. En el mismo sentido, Robbie Robertson comparó Islands con el álbum de The Who Odds & Sods, un recopilatorio de rarezas, descartes y canciones inéditas que John Entwistle recopiló en 1974. Sin embargo, y aun incluyendo viejas grabaciones, el grupo volvió a trabajar unido en los Sangri-La Studios, un estudio de grabación que Rob Fraboni construyó en Malibú a comienzos de la década de 1970 y donde el grupo grabó anteriormente los álbumes Planet Waves (1974) y Northern Lights-Southern Cross (1975).
Durante las sesiones de Islands, el grupo rescató descartes y maquetas de discos anteriores y grabó nuevas canciones. Dentro de los descartes figuraba «Islands», un tema instrumental con predominio de sintetizadores que el grupo grabó tres años atrás en los Bearsville Studios, durante las sesiones de Moondog Matinee. Bajo el título provisional de «Dr. Medicine Song», la maqueta original incluía una improvisación de Rick Danko con la guitarra y sobregrabaciones de sintetizador de Garth Hudson. Cuando el grupo la rescató para incluirla en Islands, Robertson intentó componer una letra para acompañarla; sin embargo, la canción acabó siendo un tema instrumental. Según Robertson: «Había algo en el espíritu de la canción, su temática y su ritmo. No recuerdo haberme arremangado y tomar una foto de la letra, pero sí recuerdo estar escuchando el tema y ver si podía pensar en algo. Probablemente no me vino nada a la cabeza y simplemente lo dejé así». En su versión definitiva, Hudson añadió un saxofón soprano y una flauta. Otra canción procedente de los archivos del grupo fue «Christmas Must Be Tonight», inspirada en el nacimiento del primer hijo de Robertson en julio de 1975 y considerada para su posible publicación como sencillo en Navidad de 1975.  
Dentro del grupo de nuevas composiciones figuraron «Right As Rain», «Knockin' Lost John», «The Saga of Pepote Rouge», «Street Walker», «Let the Night Fall» y «Livin' in a Dream». «Right As Rain», que abrió el álbum, es una «canción dulce», según Robertson, «con una sofistificación de la que disfrutamos. [...] Pensamos que era emocionante pero también sentí que me recordaba a algunas canciones de Stevie Wonder». Por otra parte, «Street Walker» es una canción que Rick Danko comenzó a componer y que ofreció a Robertson para que la terminara. Según Robertson: «[Danko] no podía parar de moverse para sentarse y escribir. Pero pienso que tenía una habilidad a la que en ocasiones no daba el tiempo y la paciencia suficiente».  Además, «Knockin' Lost John» se convirtió en la tercera canción del catálogo musical del grupo en la que Robertson cantó como principal vocalista, junto con «To Kingdom Come», publicada en Music from Big Pink (1968), y «Out of the Blue», de The Last Waltz (1978). 
Junto a composiciones originales, el grupo grabó también versiones de clásicos como «Ain't That a Lot to Love» y «Georgia On My Mind». La segunda, publicada como único sencillo promocional del álbum meses antes de su publicación, sirvió como gesto de apoyo a la candidatura presidencial del entonces Gobernador de Georgia Jimmy Carter. Durante la noche electoral del 30 de octubre de 1976, el grupo participó en el programa Saturday Night Live, donde además de interpretar «Georgia On My Mind» tocó otras tres canciones: «The Night They Drove Old Dixie Down», «Life is a Carnival» y «Stage Fright».

## Recepción
Tras su publicación, Islands obtuvo críticas desiguales de la prensa musical. Algunos medios destacaron ciertas canciones del álbum, como en el caso de «Georgia On My Mind». En su crítica para la revista Rolling Stone, Greil Marcus escribió: «Salvo por un par de contribuciones de Richard Manuel, estaba preparado para dejar el disco. Luego empecé a escucharlo en la radio, y sonaba fresco. Ahora, mientras que la primera parte del disco pasa suficientemente grata y aburrida, en la segunda parte parecen gente real hablando. La última palabra. "Islands", el título instrumental, es ligera y bonita. [...] La versión de Manuel en "Georgia On My Mind" recuerda al corazón que puso en "Whispering Pines" casi ocho años atrás. "Knockin' Lost John", una canción superficial y buena sobre la Gran Depresión de los años treinta, parece hablar al presente, y de nuevo, Manuel, sin haber alcanzado una nota, le da a la pieza su autenticidad». El crítico concluyó, comparando el álbum con A Period of Transition, un trabajo de Van Morrison publicado el mismo mes: «No son los peores álbumes que Morrison y The Band hayan hecho, pero excepto por "Flamingo's Fly" de Morrison y "Livin' in a Dream" de The Band, hacen lo mejor casi inexplicable. Uno no puede pensar en el poder de "Chest Fever" y entender fácilmente la trivialidad de "Ain't That a Lotta Love". [...] Lo que puedes hacer, si estás comprometido con estos artistas, es esperar».
En una reseña positiva, Wilson y Alroy escribieron: «Muchos críticos se lanzan sobre él, pero no es todo un cara o cruz. Todo está realizado con cuidado y con un sonido cuidado. "Let the Night Fall" tiene un sonido agridulce, "Christmas Must Be Tonight" es es suave y melódica; el tema que da título al álbum, con Larry Packard en el violín, es una placentera. Y a menudo reciclan con éxito sus peculiaridades interpretativas y la instrumentación antigua. Es cierto que la mayoría de las melodías no son memorables, y las vibraciones del estudio en la mitad de la década de 1970 personifican todo en lo que el grupo estaba en contra». Por el contrario, otros periodistas fueron más críticos con el álbum. Al respecto, Robert Christgau escribió: «Incluso los verdaderos creyentes admiten que suena como una apática despedida a los viejos hábitos, grabando como un grupo para Capitol, por ejemplo. La mejor canción es una sobre el bebé Jesús y casi me dio náuseas la primera vez que la escuché; la segunda mejor canción trata sobre un evangelista itinerante y golpea una nota familiar».
Desde el punto de vista comercial, Islands registró los peores resultados del grupo en las listas de éxitos. Aunque en Países Bajos alcanzó el puesto dieciocho, en los Estados Unidos solo llegó al puesto 64 en la lista Billboard 200, muy por debajo del trigésimo puesto alcanzado por Music from Big Pink nueve años antes, cuando el grupo todavía no era conocido en el circuito musical. Fue también el primer álbum del grupo que no entró en la lista de discos más vendidos de Canadá, así como el tercer disco consecutivo de la formación en no aparecer en la lista de éxitos del Reino Unido, junto con Moondog Matinee y Northern Lights-Southern Cross. El primer y único sencillo promocional del álbum, «Georgia On My Mind», tampoco entró en ninguna lista de éxitos.
Aunque el interés inicial de Robertson era mantener el grupo unido en el estudio y abandonar solo las giras, después de la publicación de Islands no volvieron a unirse. Danko y Helm comenzaron a trabajar en sendas carreras en solitario, y ante la falta de interés general en mantener el grupo cohesionado, Robertson centró su actividad en la industria cinematográfica y comenzó a componer música cinematográfica para filmes como Toro salvaje, su primera de múltiples colaboraciones con el cineasta Martin Scorsese. El creciente desinterés por volver a trabajar juntos supuso la disolución del grupo de facto.

## Reediciones
Capitol Records publicó Islands por primera vez en formato de disco compacto en 1990 a nivel internacional, y diez años después, en una edición limitada para el mercado japonés. En 2001, remasterizó y reeditó el álbum junto a Rock of Ages, Moondog Matinee y Northern Lights - Southern Cross, en una edición que supervisó Robbie Robertson y que incluyó notas escritas por Rob Nowman y dos temas extra: una versión de estudio de «Twilight», grabada durante las sesiones de Northern Lights-Southern Cross, y una versión alternativa de «Georgia On My Mind». En 2008, Caroline Records publicó una edición limitada en formato CD con carpeta de cartón.

## Lista de canciones
| Cara A |                             |                       |          |  |
| N.º    | Título                      | Escritor(es)          | Duración |  |
| 1.     | «Right as Rain»             | Robbie Robertson      | 3:52     |  |
| 2.     | «Street Walker»             | Rick Danko, Robertson | 3:16     |  |
| 3.     | «Let the Night Fall»        | Robertson             | 3:11     |  |
| 4.     | «Ain't That a Lot of Love»  | Banks, Parker         | 3:09     |  |
| 5.     | «Christmas Must Be Tonight» | Robertson             | 3:38     |  |

| Cara B |                            |                                  |          |  |
| N.º    | Título                     | Escritor(es)                     | Duración |  |
| 6.     | «Islands»                  | Danko, Garth Hudson, Robertson   | 3:54     |  |
| 7.     | «The Saga of Pepote Rouge» | Robertson                        | 4:14     |  |
| 8.     | «Georgia on My Mind»       | Hoagy Carmichael, Stuart Gorrell | 3:09     |  |
| 9.     | «Knockin' Lost John»       | Robertson                        | 3:50     |  |
| 10.    | «Livin' in a Dream»        | Robertson                        | 2:52     |  |

| Bonus tracks (reedición de 2001) |                                       |                                  |          |  |
| N.º                              | Título                                | Escritor(es)                     | Duración |  |
| 11.                              | «Twilight» (Single version)           | Robertson                        | 3:17     |  |
| 12.                              | «Georgia on My Mind» (Alternate take) | Hoagy Carmichael, Stuart Gorrell | 3:51     |  |

## Personal
| Músicos - Rick Danko: bajo, violín y voz - Levon Helm: batería, guitarra y voz - Garth Hudson: órgano, teclados y saxofón - Richard Manuel: batería, piano y voz - Robbie Robertson: guitarra y voz - James Gordon: vientos - Tom Malone: vientos - Larry Packer: violín - John Simon: vientos y teclados | Equipo técnico - Eddie Anderson: ingeniero de sonido - Edward Anderson: ingeniero de sonido - Neil Brody: ingeniero de sonido - Bob Cato: fotografía - Rob Fraboni: ingeniero de sonido - Bernie Grundman: masterización - Nat Jeffreys: ingeniero de sonido - Christopher Morris: ingeniero de sonido |

## Posición en listas
| Año  | País           | Lista             | Posición |
| ---- | -------------- | ----------------- | -------- |
| 1976 | Países Bajos   | Mega Albums Chart | 18       |
| 1976 | Estados Unidos | Billboard 200     | 64       |